# 永岡昌憲
永岡 昌憲（ながおか まさのり）は、日本の歌手・シンガーソングライター。

## 来歴・人物
兵庫県明石市出身。6月2日生まれ。avex trax初期より活動していた男性ソロアーティスト。コカ・コーラなどの数多くのCMソング、ドラマ・テレビタイアップ等に起用されていた。松崎麻矢（元Favorite Blue）や立河宣子とのデュエットソングもリリースされ、1996年には自らが主題歌を担ったドラマ「きっと誰かに逢うために」に俳優としても出演している。
1996年、ソロとしての活動を終えると、1997年から翌1998年にかけて、ロックユニット2PLATOON（ツープラトン）として活動。作詞家としてタッキー&翼・Coming Century・観月ありさ・Every Little Thing、作曲家としてComing Century、岡田准一の曲を手がける。また、アニメ高橋留美子劇場の音楽プロデューサーも務めていた。
中学2年生の頃、いとこからギター演奏でビートルズを聴かされたことから永岡自身もギターを始め、かぐや姫、ふきのとうといったフォークソングから入り、その後アメリカン・ロックへと興味が移る。高校でバンドを組みギタリストを志していたが、2年生の頃、交際していた彼女にフラれたことから、別れた彼女への愛を綴った歌を制作し、自主ライブで歌を披露したところ、女友達が感涙したことから歌手を志した。卒業後19歳から横浜でバンドを始め、3年ほど活動するが脱退。単独でショーパブのステージで活動するなどしていたが、24歳の頃、再び音楽仲間に「本気で音楽がやりたい」と呼びかけデビューに至った。
LinkedInより、2010年よりエイベックス・エンタテインメントの課長職との情報がある。

## ディスコグラフィ

### 参加作品
| 発売日       | タイトル                                               | 規格品番   | 曲順 | 楽曲                             |
| ------------ | ------------------------------------------------------ | ---------- | ---- | -------------------------------- |
| 永岡昌憲     |                                                        |            |      |                                  |
| 1999年6月2日 | 「セミダブル」オリジナル・サウンドトラックス&6ソングス | AVCD-11725 | M.6  | 君に逢えてよかった～All of you～ |

## タイアップ一覧
| 永岡昌憲 |                                    |                                                            |
| 1994年   | 君がいれば～あなたとなら～         | テレビ朝日系『トゥナイト2』エンディングテーマ              |
| 1995年   | 情熱男ナツオトコ・灼熱女ナツオンナ | 日本コカ・コーラ「'95コカ・コーラ」CMソング                |
| 1995年   | 情熱男ナツオトコ・灼熱女ナツオンナ | TBS系『COUNT DOWN TV』エンディングテーマ                   |
| 1995年   | マンモス☆チャンス～とびきりの恋～  | ファミリーマートCFソング                                   |
| 1996年   | このままずっと                     | TBS系『筋肉番付』エンディングテーマ                        |
| 1996年   | 君のために死ねる                   | テレビ東京系ドラマ『きっと誰かに逢うために』主題歌         |
| 1996年   | SUMMER CHILD                       | テレビ朝日系『Jリーグ中継』エンディングテーマ              |
| 1996年   | やっぱ 決めたぜ!!                  | テレビ朝日系『上岡龍太郎の金印』エンディングテーマ         |
| 1996年   | やっぱ 決めたぜ!!                  | 中京テレビ『キスミスチック'96』エンディングテーマ          |
| 2PLATOON |                                    |                                                            |
| 1997年   | 熱帯夜                             | テレビ東京系『出動!ミニスカポリス』エンディングテーマ      |
| 1998年   | RISK                               | TBS系『ワンダフル』エンディングテーマ                      |
| 1998年   | RISK                               | にっかつオリジナルビデオシネマ『あばれブン屋』テーマソング |